# Виньянелли, Ферруччо
Ферру́ччо Виньяне́лли (итал. Ferruccio Vignanelli; 4 октября 1903, Чивитавеккья, Лацио — 5 мая 1988, Рим) — итальянский органист, клавесинист

 и музыкальный педагог. 

## Биография
Начал учиться музыке у пианиста Пьетро Боккаччини. Затем окончил Папский институт церковной музыки в Риме, где учился у Раффаэле Манари и Джакомо Сетаччоли. В дальнейшем преподавал там же как органист, одновременно будучи профессором клавесина в римской Национальной академии Санта-Чечилия. 
Занимал также пост титулярного органиста в римских соборах Сан-Луиджи-деи-Франчези и Сан-Карло-аль-Корсо. В 1977—1983 гг. ежегодно проводил в Перудже международный мастер-класс по клавесину (аудиозапись этого мастер-класса опубликована).
Брат Ферруччо Виньянелли, Арнальдо, известный больше под монашеским именем Франческо Виньянелли, был скульптором и реставратором, его именем названа площадь в Чивитавеккии (итал. Largo Don Francesco Vignanelli).

## Семья
- Жена ─ Эдда Илли ─ итальянская органистка.
- Сын ─ Франческо ─ итальянский виолончелист.
- Дочь ─ Барбара ─ итальянская клавесинистка.